# Millingen aan de Rijn
Millingen-sur-Rhin (en néerlandais : Millingen aan de Rijn, allemand : Millingen am Rhein) est un village et ancienne commune néerlandaise, située dans la province de Gueldre.
Le 1er novembre 2013, la commune comptait 5 853 habitants et a une superficie de 10,35 km2. Millingen aan de Rijn a fusionné le 1er janvier 2015 avec Groesbeek et Ubbergen pour former une nouvelle commune, nommée provisoirement en 2015 Groesbeek pour être nommée par la suite Berg en Dal.

## Géographie

### Communes limitrophes
| Lingewaard     |                    | Rijnwaarden |
| Ubbergen       | Millingen-sur-Rhin |             |
| Kranenburg (D) |                    | Clèves (D)  |

## Histoire
Millingen-sur-Rhin a fusionné, le 1er janvier 2015, avec les communes d'Ubbergen et Groesbeek.